# Idaea crassipunctata
Idaea crassipunctata là một loài bướm đêm trong họ Geometridae.